# Paradoks
Paradóks je navidez nasprotujoča si trditev ali presenetljiva situacija, ki nasprotuje intuiciji.
Paradoksi se pojavljajo v logiki, matematiki, fiziki, jezikoslovju in drugje. Recimo da vitez govori resnico, oproda pa laže. Paradoks se pojavi, če oproda reče da je oproda, ker laže to pomeni da bi moral biti vitez, kar pa ni, saj ta govori resnico.